# إيمانويل يونسكو
الجنرال إيمانويل يونسكو (بالرومانية: Emanoil Ionescu) قائد عسكري روماني، عمل ضمن صفوف القوات الجوية الملكية الرومانية في الفترة ما بين عامي 1941 و1944 والتي حاربت بجانب ألمانيا النازية خلال معارك الجبهة الشرقية أثناء الحرب العالمية الثانية، وتولى قيادة القوات الجوية الملكية في الفترة ما بين 18 سبتمبر 1944 وحتى 11 مارس 1945 بأمر من الملك ميخائيل الأول بعد إلقاء القبض على القائد العام يون أنتونيسكو في 23 أغسطس 1944.
وممع نهاية الحرب العالمية الثانيةـ عُين يونسكو نائبا لوزير الطيران في 1 أغسطس 1945 وبقي في منصبه حتى 1 يناير 1948. وتوفي في بوخارست بسبب مرض القلب في 13 يوليو 1949.